# Helge Nyman
Helge Johannes Nyman, född 15 juli 1910 i Ekenäs, död där 20 januari 1998, var en finländsk teolog.
Nyman blev teologie doktor 1949. Han var 1934–1941 extra ordinarie präst i olika församlingar i Borgå stift, kyrkoherde i Liljendal 1941–1950 och lektor i systematisk teologi vid Åbo Akademi 1950–1959; professor i praktisk teologi 1959–1974. Han intresserade sig för kyrkomusik och modern kyrkoarkitektur samt var bland annat ordförande i Finlands svenska kyrkosångsförbund 1955–1976.
Nyman stod under inflytande av Lundateologin och var en central gestalt i nordisk teologisk debatt. Bland hans arbeten märks den uppmärksammade avhandlingen Den bidande tron hos Paavo Ruotsalainen (1949, förkortad finsk utgåva 1977), Kyrkotjänarens nattvardsgåva (1955) och Ordinationslöfte och prästed (1963). Han utgav även memoarer, Stimulerande duster (1995).
Nyman utsågs till hedersdoktor vid Lunds universitet 1969. 